# The Miller's Daughter
The Miller's Daughter er en amerikansk stumfilm fra 1905 af Wallace McCutcheon og Edwin S. Porter.